# Simpsonichthys boitonei
Simpsonichthys boitonei ou Pirá-brasília é uma espécie de peixe das nuvens ou killifish, endêmica do Brasil, mais especificamente Distrito Federal, que se encontra presente em lagoas temporárias no período chuvoso do Cerrado.

## Áreas de Ocorrência
A espécie foi encontrada pela primeira vez no córrego Riacho Fundo onde atualmente se encontra o Zoológico de Brasília, sendo registrada pela última vez nesse local em 1976.
Hoje, sua distribuição geográfica limita-se à porção sul da bacia do Paranoá, com populações conhecidas próximas ao Córrego Taquara (Estação Ecológica do Jardim Botânico de Brasília e Reserva Ecológica do IBGE) e ao Córrego Guará (Reserva Biológica do Guará).

## Morfologia e Dieta
Possui forte dimorfismo sexual e dieta onívora baseada em microcrustáceos, insetos e algas.

## Estado de Conservação
O ICMBio categorizou essa espécie como Criticamente Ameaçada, porém, os critérios para essa avaliação ainda não foram divulgados.